# ویکتور راسوک
ویکتور راسوک (به انگلیسی: Victor Rasuk) (زاده ۱۵ ژانویه ۱۹۸۴) بازیگر آمریکایی است.
از فیلم‌های معروف او می‌توان به بازی در فیلم فلین بودن ، بی‌عیب، سرگردان در منهتن، پناهگاه و بونویل اشاره کرد.